# Valhermoso de la Fuente
Valhermoso de la Fuente és un municipi de la província de Conca, a la comunitat autònoma de Castella-La Manxa. Limita amb Alarcón i Pozorrubielos de la Mancha.

## Demografia
| 1991 |  | 1996 |  | 2001 |  | 2004 |
| ---- |  | ---- |  | ---- |  | ---- |
| 69   |  | 64   |  | 49   |  | 46   |

### Evolució demogràfica (2001-2007)
| 2001 | 2002 | 2003 | 2004 | 2005 | 2006 | 2007 |
| ---- | ---- | ---- | ---- | ---- | ---- | ---- |
| 56   | 56   | 49   | 46   | 43   | 42   | 37   |